# Rosa serafinii
Rosa serafinii es una especie de planta del género Rosa, de la familia Rosaceae.

## Taxonomía
Rosa serafinii fue descrita por Viv. en 1824.

## Distribución
Se encuentra en el territorio de Córcega, Francia, Italia, Cerdeña y Sicilia.